# おじさま!愛です
『おじさま!愛です』（おじさま あいです）は、1974年10月14日から1975年3月24日までNET系列局で放送されていたテレビドラマである。NETテレビ（現・テレビ朝日）と渡辺企画（現・渡辺プロダクション）の共同製作。全22話。放送時間は毎週月曜 19:30 - 20:00 （日本標準時）。

## 概要
高校生・愛とその子分の少女・もも子が「野のユリ学園」を舞台に繰り広げる出来事を描く。ジーン・ウェブスターの名作『あしながおじさん』を現代の日本を舞台に置き換えて製作されたテレビドラマである。

## 出演者
- 愛：浅野真弓
- もも子：斎藤こず恵
- 谷徹也（アンクルX）：三橋達也
- 邦枝新平：下川辰平
- 緑川朗子：坂口良子
- マリ：スーザン
- 西郷先生：大山のぶ代
- 秋山教頭：犬塚弘
- 佐伯校長：葦原邦子
- 一条進：仲雅美
- 計子：進藤典子
- 武彦：馬場信浩
- 美杉鈴子：森秋子 - 第17話から。第18話でもも子の母であることが判明する。

ゲスト
- 大川美子：小柳ルミ子 （第5話）
- 留さん：谷啓 （第9話）
- 長さん：安田伸 （第9話）
- オサム：菅野直行 （第15話）
- ジョージ：保積ペペ （第15話）
- えみ子（保母）：鶴間エリ （第16話）
- 絹江：猪俣光世 （第17話）- 最初にもも子の母だと名乗った女性
- ほか

## スタッフ
- 原作：ジーン・ウェブスター（『あしながおじさん』より）
- 脚本：雪室俊一、佐々木守
- 監督：瀬川淑
- 制作：NET、渡辺企画

## 主題歌
オープニングテーマ「美しい朝がきます」
作詞：安井かずみ / 作曲：井上忠夫 / 編曲：馬飼野俊一 / 歌：アグネス・チャン
歌唱を担当したアグネス・チャンは、本作の劇中にも幾度か出演している。

## 放送日程
| 話数 | 放送日          | サブタイトル         |
| ---- | --------------- | -------------------- |
| 1    | 1974年 10月14日 | アンクルX？          |
| 2    | 10月21日        | 退学志願             |
| 3    | 10月28日        | 可愛い家出人         |
| 4    | 11月4日         | 先輩はなにもの？     |
| 5    | 11月11日        | むだん外泊           |
| 6    | 11月18日        | 大事件です！         |
| 7    | 11月25日        | これが初恋？         |
| 8    | 12月2日         | さびしい週番なのです |
| 9    | 12月9日         | アンクルX出現？      |
| 10   | 12月16日        | 退学決行！           |
| 11   | 12月23日        | じーんとクリスマス   |
| 12   | 1975年 1月6日   | お年玉は夢の船       |
| 13   | 1月13日         | 堂々たるカンニング   |
| 14   | 1月20日         | 野のユリピンチ！     |
| 15   | 1月27日         | 二人だけの誕生日？   |
| 16   | 2月3日          | 夢はパリへ           |
| 17   | 2月10日         | 泣くな！もも子       |
| 18   | 2月24日         | もも子かあさん坂     |
| 19   | 3月3日          | おとめの祈り         |
| 20   | 3月10日         | 愛の牧場             |
| 21   | 3月17日         | あと一週間…          |
| 22   | 3月24日         | 愛よ、はばたけ!!     |

参考：『朝日新聞』朝日新聞社、ラジオ・テレビ欄頁。『京都新聞』京都新聞社、ラジオ・テレビ欄頁。

## 備考
関西地区では本作まで毎日放送がネット局となっていたが、1975年3月の腸捻転の解消に伴い、次番組『正義のシンボル コンドールマン』からは朝日放送がネット局となった。

## 参考資料
- テレビドラマデータベース[どれ?]